# Саламатнур
Саламатну́р (рос. Саламатнур, марій. Саламатнур) — присілок у складі Куженерського району Марій Ел, Росія. Входить до складу Русько-Шойського сільського поселення.

## Населення
Населення — 109 осіб (2010; 125 у 2002).
Національний склад (станом на 2002 рік):
- марі — 99 %